# Шудиковски манастир
Шудиковският манастир (на сръбски: Манастир Шудикова) е манастир към диоцеза Будим и Никшич на Сръбската православна църква в Черна гора. Манастирът е посветен на Света Богородица.
Манастирът се споменава за първи път през 16 век, но не се знае кога точно е основан. В него са написани едни от най-старите писмени произведения, един от които е Светотачкия сборник, съхраняван днес в Cредновековния манастир „Света Троица“ в Плевля. През 1573 г. митрополит Герасим пише известния Миней, който се съхранява в Народната библиотека на Сърбия в Белград, а през 1592 г. архимандрит Данило пише Псалтир, който е във Виена.
Манастирът развива успешна иконописна школа през 16 – 17 век. Турците опожаряват манастира през 1738 г.
Първите археологически разкопки започват през 1923 г. Началото на реставрацията му е от 2005 г. с дарения. През 2007 г. са направени иконостас и стенописи от Воислав Лукович.